# Гаццола, Бонавентура
Бонавентура (Доменико Джузеппе) Гаццола (итал. Bonaventura (Domenico Giuseppe) Gazzola; 21 апреля 1744, Пьяченца, Пармское герцогство — 29 января 1832, Монтефьясконе, Папская область) — итальянский куриальный кардинал. Епископ Червии с 1 июня 1795 по 21 февраля 1820. Апостольский администратор Монтефьясконе и Корнето с июня 1814 по 21 февраля 1820. Епископ Монтефьясконе и Корнето с 21 февраля 1820 по 29 января 1832. Кардинал-священник с 3 мая 1824, с титулом церкви Сан-Бартоломео-аль-Изола с 24 мая 1824 по 29 января 1832.